# Buzzcocks
Buzzcocks — панк-рок-гурт з Манчестера, який одним з перших почав виконувати мелодійний та неагресивний панк-рок — поп-панк. Заснований 1976 року. Зробили значний внесок у розвиток панк-року, павер-попу, поп-панку та інді-року.

## Дискографія

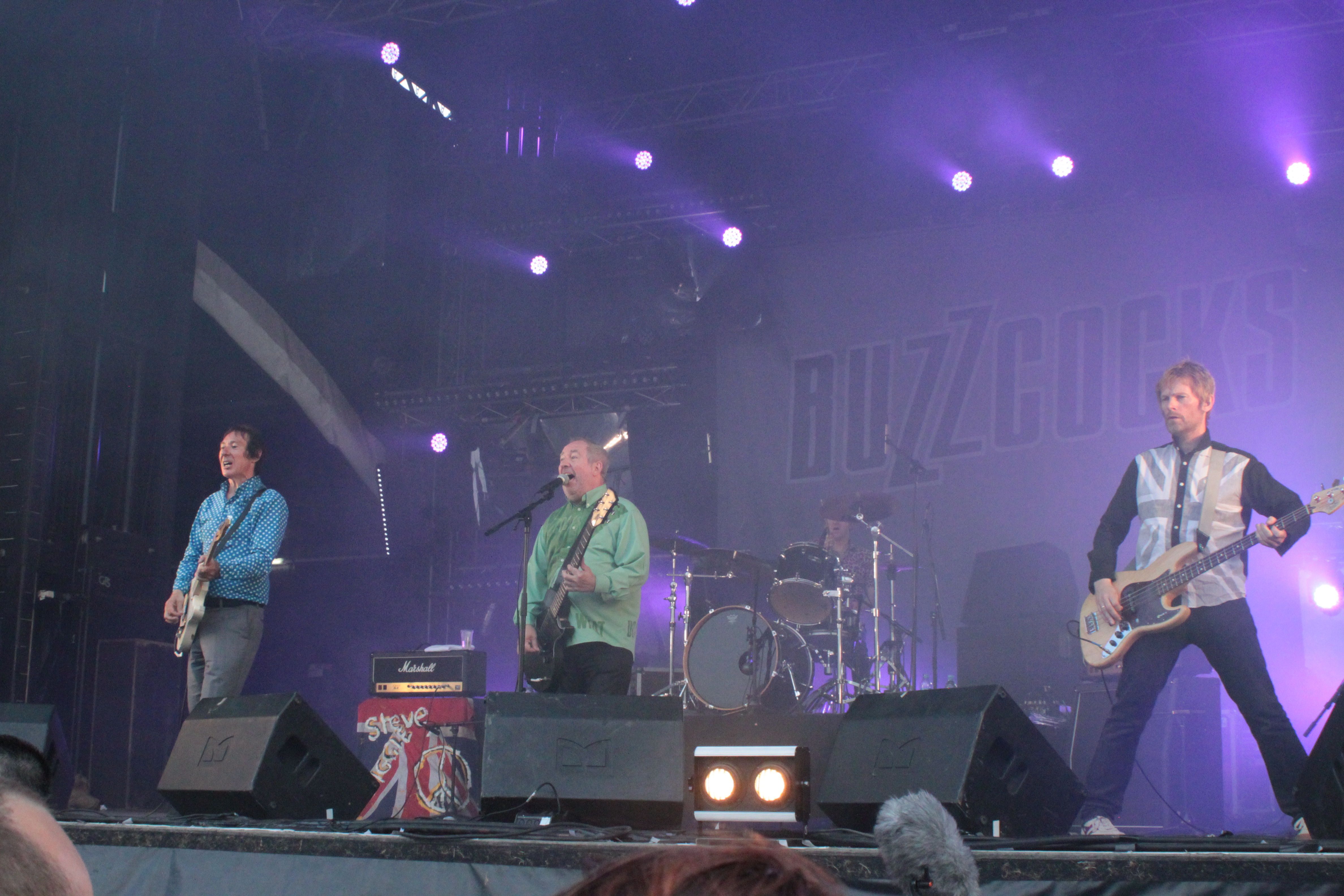
Left to right:
Steve Diggle, Pete Shelley, John Maher,
Chris Remmington, @ Hellfest 2013.

- Another Music in a Different Kitchen (1978)
- Love Bites (1978)
- A Different Kind of Tension (1979)
- Trade Test Transmissions (1993)
- All Set (1996)
- Modern (1999)
- Buzzcocks (2003)
- Flat-Pack Philosophy (2006)